# Storm Warning (album)
Pour les articles homonymes, voir Storm Warning.
Albums de Count Raven
Destruction of the Void
(1992)
Storm Warning est le premier album du groupe de doom metal suédois, Count Raven. Il est sorti en 1990 sur le label allemand, Hellbound Records et a été produit et enregistré par le groupe, Kevin Paige et Thomas Ahlén. Il sera réédité en 2005 sur le label Cyclone Empire avec deux titres bonus.

## Historique
Cet album a été enregistré en mai - juin 1990 dans les studio Whiteflower. Les titres Intro: Count Raven, How Can't It Be et A Devasting Age figuraient sur la cassette de démo "Indignus Famulus". In the Name of Rock 'N' Roll, Social Warfare et Inam Naudemina proviennent de la première cassette de démo du groupe. Tous ces titres, ajoutés à trois nouveaux morceaux, furent réenregistré pour cet album.
Storm Warning était le premier nom du groupe avant qu'il ne change pour Count Raven.
Il est le seul album du groupe avec Christian Linderson au chant, ce-dernier rejoindra le groupe de doom métal californien Saint Vitus pour remplacer Scott Weinrich. Dan Fondelius, en plus des guitares et des claviers, deviendra le nouveau chanteur du groupe.
La pochette est la représentation d'un tableau de Juan de Valdés Leal datant de 1671 intitulé "In ictu oculi", une des deux vanités qui ont été peintes pour l'hôpital de la Charité de Séville.
Cet album est dédié à l'actrice américaine Heather O'Rourke (1975 - 1988) qui tenait le rôle principal de la trilogie cinématographique Poltergeist.

## Liste des titres
- Toutes les musiques sont signés par le groupe, les paroles sont signées par Christian Linderson sauf indications.

1. Intro: Count Raven - 3:08
2. Inam Naudemina - 5:52

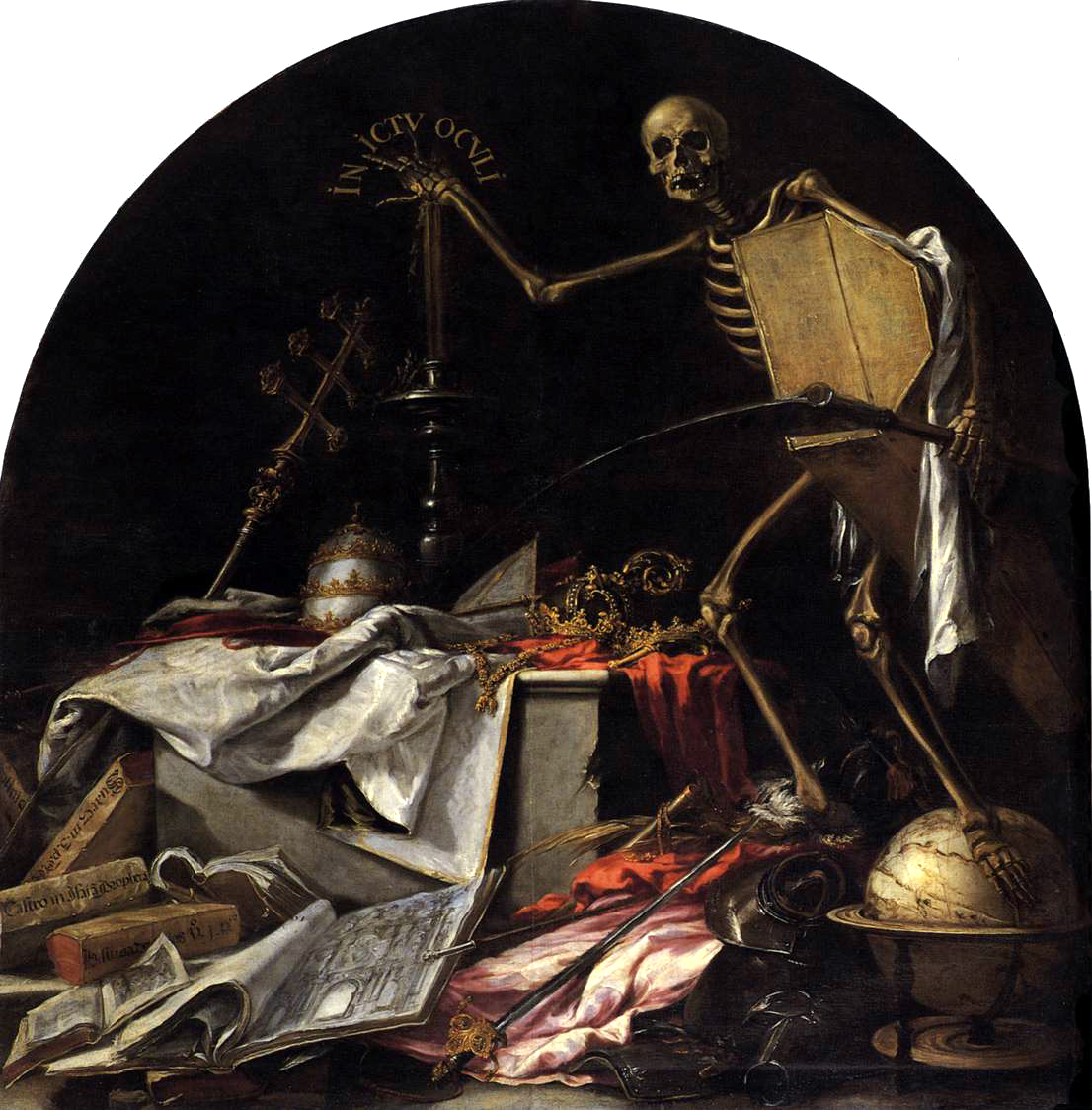
Le tableau "in ictu oculi"

1. True Revelation (paroles: Dan Fondelius) - 8:56
2. In the Name of Rock 'N' Roll - 4:25
3. Sometimes a Great Nation (paroles: Dan Fondelius) - 5:58
4. Within the Garden of Mirrrors - 6:59
5. A Devasting Age - 8:35
6. How Can It Be - 6:22
7. Social Warfare - 7:19

Titres bonus réédition 2005
1. High Beliefs (démo - 1989)- 5:31
2. Frightened Eyes Never Lie (tiré de la démo - Indignus Famulus)- 4:09

## Musiciens
- Christian Linderson: chant
- Dan Fondelius: guitares, claviers, chant sur Sometimes a Great Nation
- Christer Petterson: batterie
- Tommy "Wilbur" Eriksson: basse